# Classe Viamare
La classe Viamare è una classe navale composta da sette traghetti Ro-Pax, realizzati tra il 1993 e il 1995 dai cantieri navali Fincantieri e Van der Gissen de Noord per la Viamare di Navigazione.

## Caratteristiche
I traghetti, costruiti appositamente per essere impiegati nei collegamenti tra Voltri e Termini Imerese ed in quelli tra Ravenna e Catania nello sviluppo delle Autostrade del mare, sono in grado di trasportare 1.780 metri lineari di carico rotabile e possiedono 25 cabine, in grado di ospitare un massimo di 50 autisti, al seguito del proprio mezzo. Inoltre, i traghetti, lunghi 150 metri e larghi 26 e da una stazza di 14.398 tonnellate, sono spinti da due motori Sulzer ad 8 cilindri, in grado di generare una potenza massima di 11.520 kW e di far raggiungere alle unità un massimo di poco più di 19 nodi.
Le prime quatto unità, ovvero Via Ligure, Via Adriatico, Via Tirreno e Via Ionio, vennero costruite dal cantiere olandese Van der Gissen de Noord di Krimpen aan den IJssel, mentre le ultime tre, ovvero Via Mediterraneo, Lazio e Puglia, dalla Fincantieri di Palermo.

## Storia delle unità
Nel corso degli anni la maggior parte delle unità hanno cambiato proprietario. Fanno eccezione Lazio e Puglia, rimaste nella flotta Viamare fino alla sua incorporazione alla Tirrenia di navigazione avvenuta nel 1997.
Via Ionio e Via Mediterraneo hanno mutato il nome rispettivamente in Espresso Ravenna e Espresso Catania passando sotto il controllo della Adriatica di Navigazione, acquisita nel 2004 dalla stessa Tirrenia.
Via Tirreno nel 1992, dopo alcune modifiche (che hanno portato la stazza lorda a 15848 tonnellate), è passata alla polacca Unity Line con il nome Galileusz.
Via Ligure ha subito nel 1994 una profonda trasformazione in traghetto passeggeri (stazza lorda 13908 tons) per il nuovo proprietario Strintzis Lines che l'ha ribattezzata Ionian Star; successivamente, nel 1999, la nave ha preso servizio per la francese Compagnie méridionale de navigation con il nome di Scandola.

## Incidenti
Il 14 febbraio 2000, l'Espresso Catania, durante la navigazione da Ravenna a Catania, entra in collisione con il cargo portoghese Zafir, affondato nella collisione, portando con sé 13 membri dell'equipaggio. L'Espresso Catania, anch'esso profondamente danneggiato, viene invece rimorchiato a Guardavalle per evitarne l'affondamento.
Nel 2012 il Lazio è stato posto in disarmo per vario tempo nel porto di Crotone a causa di gravi problemi sviluppatosi in sala macchine. Per questo motivo viene trasferito nei cantieri navali Palumbo di Messina, dove viene sottoposto ad intensi lavori di ristrutturazione, quali l'eliminazione della ruggine e la riparazione del guasto in sala macchine. Tuttavia, il 14 novembre,  poco dopo essere uscito dal bacino, si sviluppa un principio di incendio nell'appena restaurata sala macchine, durante la navigazione senza passeggeri verso Cagliari, dove, una volta arrivato, avrebbe dovuto riprendere il servizio. L'incendio si è sviluppato a 8 miglia dalle isole Eolie. Domato l'incendio, il Lazio è stato poi riportato in bacino al traino del rimorchiatore Ievoli Red, dove viene di nuovo riparato.
Il 26 novembre 2023, durante il trasferimento al traino del Lider Prestij da parte del rimorchiatore Tedy da Napoli alla Turchia, il traghetto si arena nei pressi di Rometta Marea in seguito alla rottura del cavo di traino del rimorchiatore a causa delle condizioni meteo avverse. Il giorno successivo, dopo 12 ore di lavoro coordinato dalla Guardia costiera, il traghetto è stato liberato e trasferito a Messina.

## Unità della classe
| Nome                  | Immagine | Bandiera      | Proprietario | Varo          | Cantiere               | Codice IMO  | Entrata in servizio    | Note                        |
| --------------------- | -------- | ------------- | ------------ | ------------- | ---------------------- | ----------- | ---------------------- | --------------------------- |
| Dénia Ciutat Creativa |          |               | Baleària     | 11 marzo 1992 | Krimpen aan den IJssel | 9019054     | 23 giugno 1992         | Capoclasse (già Via Ligure) |
| Lider Prestij         |          |               | Lider Line   | giugno 1992   | Krimpen aan den IJssel | 9019066     | novembre 1992          | (già Via Adriatico)         |
| Galileusz             |          |               | Unity Line   | luglio 1992   | Krimpen aan den IJssel | 9019078     | gennaio 1993           | (già Via Tirreno)           |
| Marco Polo            |          | TT Line       | 1993         | 9019080       | Krimpen aan den IJssel | aprile 1993 | (già Via Ionio)        |                             |
| Amal                  |          | Aletehad Line | 1993         | Palermo       | 9031686                | 1993        | (già Via Mediterraneo) |                             |
| Drujba                |          |               | Drujba Line  | Palermo       | 6 novembre 1993        | 9031698     | giugno 1994            | (già Lazio)                 |
| Copernicus            |          |               | Unity Line   | Palermo       | gennaio 1995           | 9031703     | 1995                   | (già Puglia)                |